# Johan Richard Danielson-Kalmari
Pour les articles homonymes, voir Danielson.
Johan Richard Danielson-Kalmari (né Danielson le 7 mai 1853 à Hauho – mort le 23 mai 1933 à Helsinki) est un historien, professeur et politicien du  parti vieux finnois.

## Biographie
Johan Richard Danielson est le fils de l'aumônier et futur prêtre d'Hartola Johan Philip Danielson dont la famille originaire de Småland, en Suède, est arrivée en Finlande dans la seconde moitié du XVIIIe siècle.
Sa mère est Amanda Lovisa Palander.
Johan Richard Danielson fréquente d'abord l'école primaire d'Hämeenlinna puis entre au lycée de Jyväskylä en 1870.
Danielson obtient un baccalauréat en philosophie en 1876, une licence en 1878 et un doctorat en 1880 de l'Université Alexandre d'Helsinki.
Johan Richard Danielson est rédacteur en chef du périodique Valvoja de 1881 à 1884. 
Il est professeur d'allemand et d'histoire à l'université en 1878 et maître de conférences d'histoire générale de 1878 à 1880, et enfin professeur de 1880 à 1913.
Danielson est vice-chancelier de l'Université impériale Alexandre de 1903 à 1906 et chancelier de l'Université de Turku de 1921 à 1926.
Pendant la Diète de 1882, Johan Richard Danielson est secrétaire du comité d'éducation générale. 
Il est élu à la Diète en tant que membre du clergé.
Il a ensuite participé aux Diètes de 1885, 1888, 1891, 1894, 1897, 1899, 1900, 1904 et 1905. Danielson est brièvement président du Parti finlandais et représente le parti au Parlement de 1907 à 1916.

## Publications
- Voltaire Kaarle XII:nen historian kirjoittajana (lisensiaatinväitöskirja). Université d'Helsinki, 1878
- Zur Geschichte der sächsischen Politik 1706-1709 (dosentinväitöskirja). Université d'Helsinki, 1878
- Bidrag till en framställning af Englands socialpolitik och ekonomisk-sociala utveckling under XIII-XVI århundradet (virkaväitöskirja). Université d'Helsinki, 1880
- Die nordische Frage in den Jahren 1746-1751 : mit einer Darstellung russisch-schwedisch-finnischen Beziehungen 1740-1743. Helsinki, 1888
- Suomen yhdistäminen Venäjän valtakuntaan: K. Ordinin "Suomen valloitus" nimisen teoksen johdosta. WSOY, Porvoo 1890
- Suomen sisällinen itsenäisyys: Jatkuvien hyökkäysten torjumiseksi. WSOY, Porvoo 1891
- Wiipurin läänin palauttaminen muun Suomen yhteyteen. Helsinki 1894
- Suomen sota ja Suomen sotilaat vuosina 1808–1809. Weilin+Göös, Helsinki 1896
- Suomen uudemmasta historiasta, osat 1–3 (ed.). Weilin+Göös, Helsinki 1898–1902
- Suomen sota vv. 1808–1809. WSOY, Porvoo 1908
- Ahvenanmaan asia vv. 1914–1920. Otava, Helsinki 1920
- Suomen valtio- ja yhteiskuntaelämää 18:nella ja 19:nellä vuosisadalla, osat 1–11. WSOY, Porvoo 1920–1933
- Vuoden 1819 raha-asetuksen säätäminen. Suomen historiallinen seura, Helsinki 1924
- Tien varrelta kansalliseen ja valtiolliseen itsenäisyyteen: kirjoituksia ja puheita, osat 1–4. WSOY, Porvoo 1928–1931